# Grey (famiglia)
I Grey furono una nobile famiglia inglese di origine Normanna. Il nome trae forse origine da Graye-sur-Mer.
Il capostipite fu Anchetil de Greye che accompagnò Guglielmo il Conquistatore alla Conquista normanna dell'Inghilterra e ne divenne suo vassallo. Tra le terre che Guglielmo dette ad Anchetil in Inghilterra vi furono Redrefield (successivamente chiamata Rotherfield Greys) ed il maniero Greys Court nel South Oxfordshire. Anchetil fu anche signore feudale di Standlake nel West Oxfordshire. Anchetil fu l'antenato comune di John de Gray, Henry de Grey, Walter de Gray e di tutto il ceppo nobile delle famiglie Grey/Gray presenti nel regno d'Inghilterra.

## Barone Grey de Wilton
Barone Grey de Wilton fu un titolo creato durante il Regno d'Inghilterra. Venne concesso il 23 giugno 1295 a Reginald de Grey dal Model Parliament.
Questa linea della famiglia Grey aveva come residenza il castello di Wilton sul confine gallese nel Herefordshire. La proprietà del castello passò di mano quando il tredicesimo barone fu costretto a venderlo per raggiungere la quota del riscatto dopo esser stato catturato in Francia. Il quindicesimo barone venne assassinato nel 1603 ed il titolo si estinse. Sua sorella e coerede Bridget sposò Sir Reginald Egerton, primo baronetto.
Più di 180 anni dopo, nel 1784 il loro discendente Sir Thomas Egerton, settimo baronetto, fu creato Barone Grey de Wilton, col diritto di passarlo ai discendenti maschi.
Nel 1801 egli venne fatto Visconte Grey de Wilton e conte di Wilton. I titoli successivamente passarono ai figli di sua figlia Lady Eleanor, moglie di Robert Grosvenor, I marchese di Westminster. Con la morte di Lord Wilton nel 1804, invece il titolo barone di Grey de Wilton si estinse.

## Barone Grey di Codnor

Stemma dei Baroni Grey di Codnor

Il titolo barone Grey di Codnor, nella contea di Derby, venne creato durante il regno d'Inghilterra nel 1299 a favore di Sir Henry Grey, nipote di Sir Richard de Grey e che fu al servizio di Edoardo I. 
Nel 1496 con la morte di Sir Henry Grey, il (settimo/)quarto barone, il titolo di barone cadde sospeso e venne poi ripreso 493 anni dopo da Charles Cornwall-Legh CBE, come il quinto barone. Il titolo nobiliare è attualmente mantenuto da suo figlio Richard Cornwall-Legh, il sesto barone (della creazione nel 1397).

## Barone Grey di Ruthyn
Il titolo barone Grey de Ruthyn venne creato nel 1324 per Roger Grey, un figlio di John Grey, II barone Grey di Wilton. Questo ramo della famiglia ebbe come propria residenza il castello di Ruthin nel Galles.
Il titolo è caduto in disuso dal 1963.

## Conte di Kent
Nel 1465 il titolo di conte di Kent, più volte ricreato durante il Regno d'Inghilterra, venne conferito a Edmund Grey (c. 1420–1498), nipote di Reginald Grey, III barone Grey de Ruthyn, che lo trasmise ai discendenti.

## Barone Grey di Groby
Il titolo fu creato per Henry Grey (1547–1614), cortigiano e amministratore locale diretto discendente di John Grey di Groby. Quest'ultimo era figlio di Sir Edward Grey (c. 1415–1457) e dell'ereditiera Elizabeth Ferrers, VI baronessa Ferrers di Groby (1419–1483) e primo marito di Elisabetta Woodville.
Erede di Henry, i cui figli morirono prima del padre, fu il nipote Henry divenuto poi primo conte di Stamford.

## Marchese di Dorset
Dal matrimonio tra John Grey di Groby ed Elisabetta Woodville, che successivamente avrebbe sposato Edoardo IV d'Inghilterra, nacquero Thomas e Richard, fatto assassinare dal futuro Riccardo III d'Inghilterra.
Per Thomas venne creato il titolo di Marchese di Dorset e ricreato quello di conte di Huntingdon. Entrambi i titoli passarono ai suoi discendenti fino ad Henry Grey, morto senza eredi maschi. Henry sposò Frances Brandon, nipote di Enrico VII d'Inghilterra, da cui ebbe la figlia Jane, regina d'Inghilterra per nove giorni.

## Conte di Stamford
Il titolo venne creato nel 1628 per Henry Grey, secondo barone Grey di Groby e discendente di Thomas Grey, II marchese di Dorset.

## Conte Grey
Il titolo venne creato nel 1806 per il generale britannico Charles Grey, eroe della Guerra dei sette anni e della Guerra d'indipendenza americana, e si è trasmesso ai discendenti.

## Baronetto Grey
Furono creati tre titoli diversi per i componenti della famiglia Grey di cui due sopravvivono ancora oggi: baronetti Grey di Chillingham, baronetti Grey di Howick e baronetti Grey di Fallodon.
Il 15 giugno 1619, durante il Regno d'Inghilterra, venne creato per William Grey il titolo di Baronetto di Chillingham nella contea di Northumberland.
L'11 gennaio 1746 un discendente dello zio di William Grey, Henry Grey, venne fatto Baronetto Grey di Howick nella contea di Northumberland. Il terzo figlio di Henry Grey, il terzo baronetto, era già stato creato conte di Grey quando successe al fratello maggiore nel 1808.
Il titolo di baronetto Grey di Fallodon venne creato il 29 luglio 1814 per Sir George Grey, ufficiale della Royal Navy e figlio di Charles Grey, I conte di Grey. Il nipote, Edward Grey III baronetto, divenne anche Visconte Grey di Fallodon ma quest'ultimo titolo si estinse con la sua morte.

## Barone Grey di Werke
Barone Grey di Werke (o Warke), di Chillingham nella contea di Northumberland, fu un titolo nobiliare creato l'11 febbraio 1624 per Sir William Grey, già creato primo baronetto Grey di Chillingham il 15 giugno 1619. Il terzo barone, Ford Grey, fu anche Visconte Glendale e conte di Tankerville nel 1695 ma questi due titoli si estinsero quando morì senza lasciare figli maschi nel 1701. Il titolo baronale passò a suo fratello Ralph Grey; questi morì senza lasciare eredi maschi nel 1706 così che il titolo si estinse.